# Civil olydnad (essä)

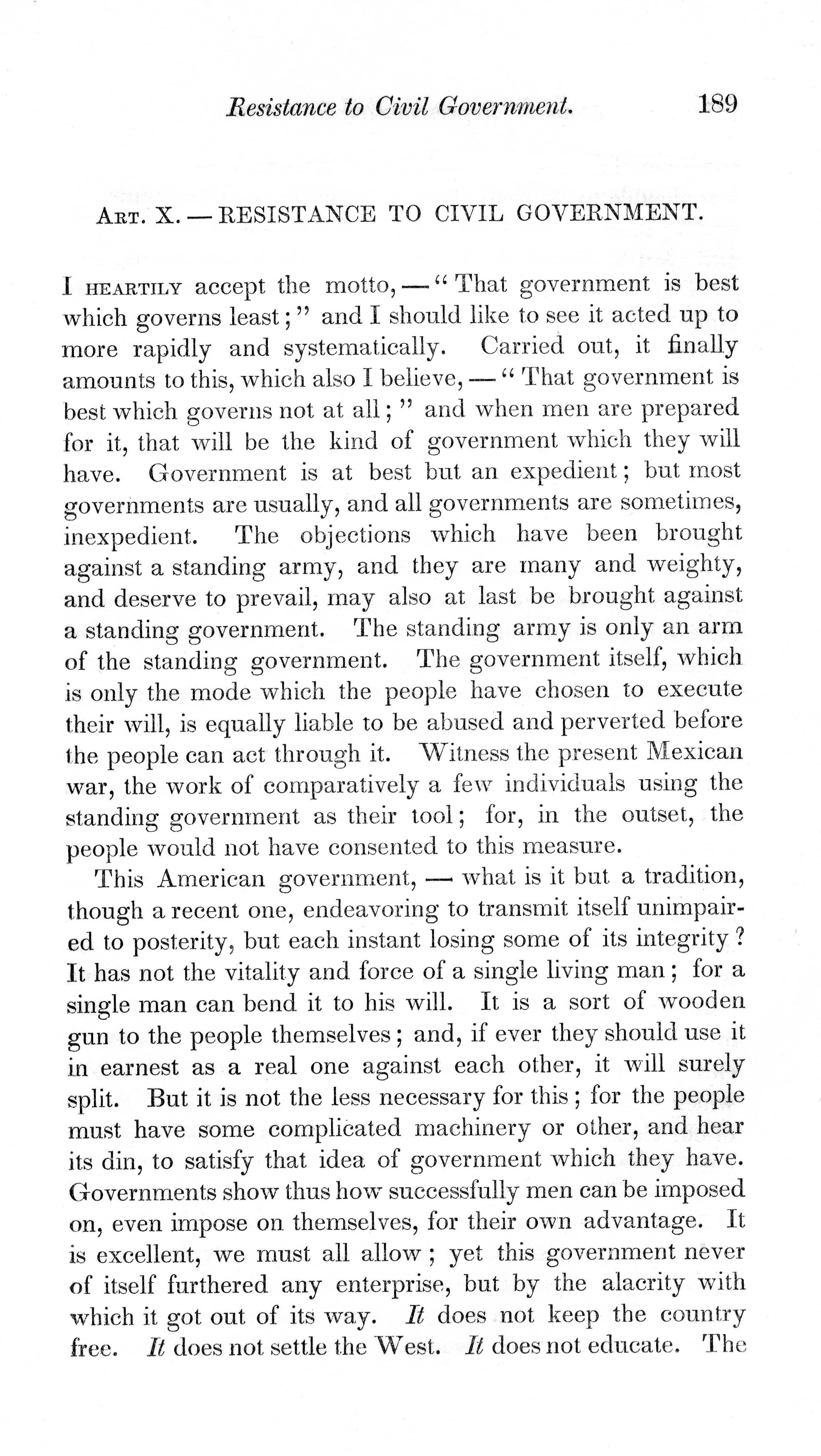
Första sidan i Civil olydnad.

Civil olydnad (engelska: Resistance to Civil Government eller Civil Disobedience) är en essä av den amerikanske transcendentalisten Henry David Thoreau, som först publicerades 1849. I essän argumenterar Thoreau för individuellt motstånd mot regeringen i moralisk opposition mot en orättvis stat. Bakgrunden till Civil olydnad kommer från slaverikrisen som ägde rum i New England under 1840–1850-talen. Kulmen nåddes efter att Fugitive Slave Act of 1850, i vilken alla förrymda slavar skulle föras tillbaka till sina ägare vid infångandet, hade godkänts av president Millard Fillmore. Thoreau, som var abolitionist under hela sitt liv, höll 1848 ett tal som senare skulle bli en av grundstenarna till Civil olydnad. Talet handlade om slaveri, men ställde sig även negativt mot amerikansk imperialism främst gällande det mexikansk-amerikanska kriget. Under 1848 höll Thoreau föreläsningar som kallades "The Rights and Duties of the Individual in relation to Government" och även dessa låg till grund för Civil olydnad, som publicerades året därefter i en antologi av Elizabeth Peabody med titeln Æsthetic Papers.
Civil olydnad har influerat flera framstående personer under åren, däribland Mahatma Gandhi, Martin Luther King, Martin Buber, Lev Tolstoj, John F. Kennedy, Marcel Proust, Ernest Hemingway, Upton Sinclair, Sinclair Lewis och William Butler Yeats.